# Купрадзе Віктор Дмитрович
Віктор Дмитрович Купрадзе (2 листопада 1903, село Кела Озургетського повіту Кутаїської губернії, тепер Грузія — 25 квітня 1985, місто Тбілісі, тепер Грузія) — грузинський радянський вчений-математик і державний діяч, міністр освіти Грузинської РСР, голова Верховної ради Грузинської РСР. Доктор фізико-математичних наук (1935), професор (1939), академік Академії наук Грузинської РСР (1946). Депутат Верховної ради Грузинської РСР. Депутат Верховної Ради СРСР 3-го скликання (в 1951—1954 роках).

## Життєпис
Народився в родині залізничників. Закінчив Кутаїське реальне училище. У 1922—1927 роках — студент фізико-математичного факультету Тифліського державного університету.
У 1927—1930 роках — асистент і викладач Тифліського державного університету та Грузинського індустріального інституту.
З 1930 по 1933 рік навчався в аспірантурі Ленінградського державного університету (Академії наук СРСР), наукові керівники В. Смирнов та О. Крилов.
У 1933—1935 роках — вчений секретар Математичного інституту імені В. Стєклова Академії наук СРСР. Викладав в університетах Москви та Ленінграда.
З 1935 року — директор Математичного інституту Грузинської філії Академії наук СРСР.
У 1936—1944 роках — член редакційної колегії журналу «Успіхи математичних наук». У 1937—1941 роках — член редакційної колегії журналу «Праці Тбіліського математичного інституту».
У 1937 — 25 квітня 1985 року — завідувач кафедри диференціальних та інтегральних рівнянь Тбіліського державного університету.
Член ВКП(б) з 1938 року.
З 1940 року — член редакційної колегії журналу «Повідомлення Грузинської філії Академії наук СРСР».
До 1941 року — ректор факультету вищої математики Грузинського індустріального інституту.
У 1941—1943 роках — секретар редакційної колегії радянської пропагандистської газети «Zoldatenvaargait».
У 1943—1944 роках — проректор Тбіліського державного університету.
У 1944 — 15 квітня 1953 року — народний комісар (з 1946 року — міністр) освіти Грузинської РСР.
У 1947 — 25 квітня 1985 року — член Президії Академії наук Грузинської РСР.
У 1950—1954 роках — член редакційної колегії Тлумачного словника грузинської мови.
У 1954—1958 роках — ректор Тбіліського державного університету і головний редактор журналу «Праці Тбіліського університету».
У 1954 — 26 квітня 1963 року — голова Верховної ради Грузинської РСР.
З 1962 року — член редакційної колегії журналу «Праці Тбіліського університету. Механіка та математика».
У 1962—1965 роках — президент Грузинського математичного товариства.
У 1963—1981 роках — академік-секретар відділення математичних та фізичних наук Академії наук Грузинської РСР.
У 1965—1985 роках — член редакційної колегії Грузинської Радянської Енциклопедії, член редакційної колегії журналу «Диференціальні рівняння».
У 1967—1975 роках — голова Грузинського відділення Товариства радянсько-німецької дружби.
У 1968—1983 роках — член редакційної колегії журналу «Повідомлення Академії наук Грузинської РСР».
У 1976—1985 роках — член Радянського комітету з теоретичної та прикладної механіки.
У 1976—1982 роках — член редакційної колегії серії «Грузинські вчені».
У 1977—1985 роках — член Президії Міжнародного товариства математичних методів у механіці та член бюро Наукової ради з твердих пластичних матеріалів Академії наук СРСР.
У 1978—1984 роках — член редакційної колегії «Журналу теплових напруг».
У 1980—1985 роках — член Математичного товариства СРСР.
Помер 25 квітня 1985 року в місті Тбілісі.

## Наукові праці
Наукові дослідження в галузі теорії інтегральних та диференціальних рівнянь у приватних похідних, математичній
фізики, теорії пружності, прикладної математики.

## Нагороди
- три ордени Леніна (1946, 1971, 1983)
- орден Жовтневої Революції (1973)
- орден Вітчизняної війни ІІ ст. (1985)
- два ордени Трудового Червоного Прапора (1951, 1966)
- орден «Знак Пошани» (1960)
- медалі
- Державна премія Грузинської РСР (1971)